# Alice Grünfelder
Alice Grünfelder (* 16. Juni 1964 in Villingen) ist eine schweizerisch-deutsche Schriftstellerin, Übersetzerin und Herausgeberin.

## Leben und Werk
Alice Grünfelder machte erst eine Berufsausbildung als Buchhändlerin. Danach studierte sie Sinologie und Neuere deutsche Literatur an der Freien Universität Berlin sowie an der Sichuan-Universität in Chengdu (China). In ihrer Magisterarbeit setzte sie sich mit moderner Literatur aus Tibet auseinander, u. a. mit dem tibetischen Autor Alai. Im Unionsverlag arbeitete sie als Lektorin und betreute dort u. a. die Türkische Bibliothek.
Ihr erster Roman Die Wüstengängerin spielt in der nordwestchinesischen Region Xinjiang. Darin, so die Rezensentin Manuela Kessler in der NZZ, lösen sich Klischees und Feindbilder auf. Anna Gerstlacher schreibt im Frauenmagazin Virgina von der Sensibilisierung für ungelöste ethnische und geschlechtsspezifische Probleme, fernab in Chinas Westen, in Xinjiang, mitten im »Herzen von Asien«. In ihrem Essay Wird unser Mut langen? setzt sie sich mit der Friedensbewegung auseinander, wie sie sich in dem Ort Mutlangen und auf der Mutlanger Heide kristallisierte. Wolken über Taiwan stand 2022 auf der Hotlist der Unabhängigen Verlage. Der Jahrhundertsommer gilt manchen Rezensenten als Gesellschafts- und Epochenroman. Der Literaturkritiker Manfred Papst attestiert ihrem Schreiben einen lakonischen Stil und lebendige Figurenzeichnung, die Kulturjournalistin Franziska Meister vergleicht den Roman mit Émile Zola, Gerhart Hauptmann oder Upton Sinclair.

## Publikationen

### Autorschaft
- Tashi Dawa und die neuere tibetische Literatur. Projektverlag, Bochum 1999, ISBN 978-3-89733-014-6.
- Die Wüstengängerin. Edition 8, Zürich 2018, ISBN 978-3-85990-338-8.
- Wird unser Mut langen? Edition Weite Felder, Zürich 2019, ISBN 978-3-7504-1744-1.
- Wolken über Taiwan. Notizen aus einem bedrohten Land. Rotpunktverlag, Zürich 2022, ISBN 978-3-85869-943-5.
- Jahrhundertsommer. Deutscher Taschenbuchverlag, München 2023, ISBN 978-3-423-28345-8.
- schön & glücklich. Mit Fotografien von Mine Dal. Songdog Verlag, Bern 2023, ISBN 978-3-903349-20-9.

### Übersetzungen
- Im Meer aufwachen. Gedichte von Tsai Wan-Shuen. Aus dem taiwanischen Chinesisch von Alice Grünfelder. Drachenhaus Verlag, Eislingen 2024, ISBN 978-3-943314-82-3
- Küsten. Gedichte von Tsai Wan-Shuen. Aus dem Chinesischen von Alice Grünfelder. Hochroth Verlag, Leipzig 2024, ISBN 978-3-949850-35-6.
- Flügelschlag des Schmetterlings. Tibeter erzählen. Herausgegeben von Alice Grünfelder. Aus dem Chinesischen und Englischen von Alice Grünfelder, aus dem Tibetischen von Franz Xaver Erhard. Unionsverlag, Zürich 2009, ISBN 978-3-293-00406-1.
- An den Lederriemen geknotete Seele. Erzähler aus Tibet. Herausgeben von Alice Grünfelder. Aus dem Chinesischen von Alice Grünfelder und Beate Rusch. Unionsverlag, Zürich 1997, ISBN 3-293-00238-2.

### Herausgeberschaft
- An den Lederriemen geknotete Seele. Erzähler aus Tibet. Unionsverlag, Zürich 1997, ISBN 3-293-00238-2.
- Flügelschlag des Schmetterlings. Tibeter erzählen. Unionsverlag, Zürich 2009, ISBN 978-3-293-00406-1.
- Himalaya. Menschen und Mythen. Unionsverlag, Zürich 2002 (jetzt als Taschenbuch mit dem Tite: Himalaya fürs Handgepäck. 2017, ISBN 978-3-293-20772-1.)
- Vietnam fürs Handgepäck. Unionsverlag, Zürich 2012, ISBN 978-3-293-20574-1.
- Sri Lanka fürs Handgepäck. Unionsverlag, Zürich 2014, ISBN 978-3-293-20662-5.